# Park Ha-seon
Park Ha-seon (* 22. Oktober 1987 in Seoul) ist eine südkoreanische Schauspielerin. Sie ist vor allem bekannt für ihre Rolle als Königin Inhyeon in der Fernsehserie Dong Yi (2010) und als Lehrerin in High Kick: Revenge of the Short Legged (2011–2012). Sie ist seit 2017 mit dem Schauspieler Ryu Soo-young verheiratet. Gemeinsam haben sie eine Tochter.

## Filmografie

### Filme
- 2006: A.P.T. (아파트)
- 2007: Eomeoni-neun Jukji Aneunda (어머니는 죽지 않는다)
- 2008: BA:BO (바보)
- 2010: Jumunjin (주문진)
- 2010: I Came from Busan (영도다리 Yeongdodari)
- 2011: Champ (챔프)
- 2011: The Most Beautiful Goodbye (세상에서 가장 아름다운 이별 Sesang-eseo Gajang Areumdaun Ibyeol)
- 2012: Love Clinique (음치클리닉 Eumchi Keullinik)
- 2017: Midnight Runners (청년경찰)
- 2017: Roman Holiday (로마의 휴일)
- 2020: Go Back (고백)

### Fernsehserien
- 2005: Love Needs a Miracle (사랑의 기적 필요해 Sarang-ui Piryohae, SBS)
- 2006: Just Run! (일단뛰어 Ildandwieo, KBS2)
- 2007: Capital Scandal (경성 스캔들 Gyeongseong Scandal, KBS2)
- 2007: The King and I (왕과나 Wang-gwa Na, SBS)
- 2008: Formidable Rivals (강적들 Gangjeok-deul, KBS2)
- 2008: Hometown Legends: Curse of the Sajin Sword (전설의 고향: 사진검의 저주, KBS2)
- 2009: Romance Zero (하자 전담반 제로, MBC Dramanet)
- 2009: The Accidental Couple (그저 바라보다가 Geujeo Barabodaga, KBS2)
- 2009: Can’t Stop Now (멈춤수 없어 Meomchumsu Eopseo, MBC)
- 2010: Dong Yi (동이, MBC)
- 2011: High Kick: Revenge of the Short Legged (하이킥: 짧은다리의 역습 High Kick: Jjalbeun Dari-ui Yeokseup, MBC)
- 2013: Ad Genius Lee Tae-baek (광고천재 이태백 Gwanggocheonjae I Tae-baek, KBS2)
- 2013: Two Weeks (투윅스, MBC)
- 2013: Potato Star 2013QR3 (감자별 2013QR3, tvN)
- 2013: Drama Festival: Isang Geu Isang (드라마 페스티벌: 이상 그 이상, MBC)
- 2014: Three Days (쓰리데이즈, SBS)
- 2014: Temptation (유혹 Yuhok, SBS)

## Auszeichnungen
2010
- MBC Drama Awards: Beste neue Schauspielerin für Dong Yi

2011
- MBC Entertainment Awards: Excellence Award, Actress in a Sitcom/Comedy für High Kick: Revenge of the Short Legged

2012
- Baeksang Arts Awards: Beste Darstellerin in einer Fernsehserie für High Kick: Revenge of the Short Legged

2020
- Bucheon International Fantastic Film Festival: Beste Hauptdarstellerin für Go Back[1]